# Silene esquamata
Silene esquamata är en nejlikväxtart som beskrevs av William Wright Smith. Silene esquamata ingår i släktet glimmar, och familjen nejlikväxter. Inga underarter finns listade i Catalogue of Life.